# Dolat Rayat (plaats)
Dolat Rayat is een bestuurslaag in het regentschap Karo van de provincie Noord-Sumatra, Indonesië. Dolat Rayat telt 2894 inwoners (volkstelling 2010).